# Cajueiro da Praia
Cajueiro da Praia est une municipalité brésilienne située dans l'État du Piauí.